# Martin McNiff
Martin McNiff (sinh ngày 23 tháng 8 năm 1991) là một cầu thủ bóng đá người Scotland thi đấu cho Clyde ở vị trí hậu vệ. McNiff trước đó thi đấu cho Dumbarton, và có 2 lần cho mượn cùng với Annan Athletic trước khi ký hợp đồng vĩnh viễn.

## Thống kê sự nghiệp
Tính đến trận đấu diễn ra ngày 28 tháng 10 năm 2017
| Câu lạc bộ            | Mùa giải            | Giải vô địch        | Giải vô địch | Giải vô địch | Cúp bóng đá Scotland | Cúp bóng đá Scotland | Cúp Liên đoàn | Cúp Liên đoàn | Khác    | Khác      | Tổng cộng | Tổng cộng |
| Câu lạc bộ            | Mùa giải            | Hạng đấu            | Số trận      | Bàn thắng    | Số trận              | Bàn thắng            | Số trận       | Bàn thắng     | Số trận | Bàn thắng | Số trận   | Bàn thắng |
| --------------------- | ------------------- | ------------------- | ------------ | ------------ | -------------------- | -------------------- | ------------- | ------------- | ------- | --------- | --------- | --------- |
| Dumbarton             | 2008–09             | Third Division      | 1            | 0            | 0                    | 0                    | 0             | 0             | 0       | 0         | 1         | 0         |
| Dumbarton             | 2009–10             | Second Division     | 15           | 0            | 0                    | 0                    | 1             | 0             | 0       | 0         | 16        | 0         |
| Dumbarton             | 2010–11             | Second Division     | 27           | 1            | 0                    | 0                    | 0             | 0             | 0       | 0         | 27        | 1         |
| Dumbarton             | 2011–12             | Second Division     | 29           | 2            | 0                    | 0                    | 0             | 0             | 0       | 0         | 29        | 2         |
| Dumbarton             | 2012–13             | First Division      | 9            | 0            | 1                    | 0                    | 1             | 0             | 0       | 0         | 11        | 0         |
| Dumbarton             | Dumbarton total     | Dumbarton total     | 81           | 3            | 1                    | 0                    | 2             | 0             | 0       | 0         | 84        | 3         |
| Annan Athletic (mượn) | 2012–13             | Third Division      | 16           | 2            | 0                    | 0                    | 0             | 0             | 0       | 0         | 16        | 2         |
| Annan Athletic (mượn) | 2013–14             | League Two          | 32           | 3            | 4                    | 1                    | 0             | 0             | 2       | 1         | 38        | 5         |
| Annan Athletic        | 2014–15             | League Two          | 34           | 2            | 4                    | 0                    | 1             | 0             | 1       | 0         | 40        | 2         |
| Annan Athletic        | 2015–16             | League Two          | 36           | 0            | 5                    | 0                    | 1             | 0             | 2       | 0         | 44        | 0         |
| Annan Athletic        | Tổng cộng Annan     | Tổng cộng Annan     | 70           | 2            | 9                    | 0                    | 2             | 0             | 3       | 0         | 84        | 2         |
| Clyde                 | 2016–17             | League Two          | 31           | 1            | 6                    | 0                    | 4             | 0             | 0       | 0         | 41        | 1         |
| Clyde                 | 2017–18             | League Two          | 10           | 0            | 1                    | 0                    | 4             | 0             | 1       | 1         | 16        | 1         |
| Clyde                 | Tổng cộng Clyde     | Tổng cộng Clyde     | 41           | 1            | 7                    | 0                    | 8             | 0             | 1       | 1         | 57        | 2         |
| Tổng cộng sự nghiệp   | Tổng cộng sự nghiệp | Tổng cộng sự nghiệp | 240          | 11           | 21                   | 1                    | 12            | 0             | 6       | 2         | 279       | 14        |

1. ↑  Số lần ra sân tại Giải vô địch One play-offs
2. 1 2 3  Số lần ra sân tại Scottish Challenge Cup